# Delia (Vorname)
Delia ist ein weiblicher Vorname.

## Herkunft und Bedeutung des Namens
Der Ursprung des Namens ist griechisch und bedeutet „die auf der Insel Delos Geborene“. Er ist in der griechischen Mythologie der Beiname der Göttin Artemis, die auf der Insel Delos geboren wurde. Die männliche Form ist Delio.

## Gleichnamige Feste
Delia (Plural „die Delischen“ zu delion „Delisches“) ist auch der Name der in Delos gefeierten Feste. Die Kleinen Delien wurden jährlich am 6. Thargelion (Ende Mai) gefeiert, besonders von den Athenern. Die Großen Delien, die Hauptversammlungen der ionischen Amphiktyonen, alle fünf Jahre am 6. und 7. Thargelion gehalten und, wie auch die Kleinen Delien, mit Spielen verbunden.
Auch die im böotischen Delion dem Apollon zu Ehren gefeierten Feste hießen Delia.

## Namenstag
24. November

## Varianten
| - Deliane - Deliah - Dela | - Deleila - Delya - Deliya |

## Bekannte Namensträgerinnen
- Delia Akeley (1875–1970), US-amerikanische Entdeckerin und Autorin
- Delia Arnold (* 1986), malaysische Squashspielerin
- Delia Bacon (1811–1859), US-amerikanische Lehrerin und Buchautorin
- Delia Boccardo (* 1948), italienische Schauspielerin
- Delia Chiaro (* 1953), britische Sprach- und Übersetzungswissenschaftlerin
- Delia Derbyshire (1937–2001), britische Komponistin, Musikerin und Produzentin
- Delia Domingo-Albert (* 1942), philippinische Diplomatin
- Delia Ephron (* 1944), US-amerikanische Drehbuchautorin und Schriftstellerin
- Délia Fischer (Musikerin) (* 1964), brasilianische Musikerin, Sängerin, Komponistin und Arrangeurin
- Delia Fischer (Journalistin) (* um 1975), österreichische Journalistin und Fußballfunktionärin
- Delia Garcés (1919–2001), argentinische Film- und Theaterschauspielerin
- Delia Gaze (* 1951), britische Kunsthistorikerin
- Delia Goetz (1896–1996), US-amerikanische Kinderbuchautorin und Übersetzerin
- Delia González de Reufels (* 1968), Neuzeithistorikerin
- Delia Grigore (* 1972), rumänische Ethnologin, Autorin und Roma-Aktivistin
- Delia Gyger (* 1987), Schweizer Schauspielerin
- Delia Hinz (* 1943), deutsche Politikerin (PDS, Die Linke)
- Delia Andreea Ivas (* 1988), rumänische Skeletonsportlerin
- Delia Jürgens (* 1986), deutsche Malerin und Installationskünstlerin
- Delia Magaña (1903–1996), mexikanische Schauspielerin
- Delia Marti (* 1986), deutsche Schauspielagentin und Schauspielerin
- Delia Matache (* 1982), rumänische Sängerin
- Delia Mayer (* 1967), Schweizer Schauspielerin und Sängerin
- Delia Owens (* 1949), US-amerikanische Schriftstellerin und Zoologin
- Delia Ramirez (* 1983), US-amerikanische Politikerin der Demokratischen Partei
- Delia Reinhardt (Sängerin) (1892–1974), deutsche Sängerin (Sopran)
- Delia Reinhardt (Wasserspringerin) (* 1947), deutsche Wasserspringerin
- Delia Scala (1929–2004), italienische Tänzerin und Schauspielerin
- Delia Smith (* 1941), britische Fernsehköchin und Autorin